# Arthuro
Arthuro Henrique Bernhardt dit Arthuro, né le 27 août 1982, est un footballeur brésilien. Il joue au poste d'attaquant avec l'équipe malaisienne de Johor FC.

## Biographie
Bien qu'Arthuro est un footballeur brésilien, il possède aussi la nationalité italienne. Il commence le football au Brésil et plus particulièrement au Criciúma Esporte Clube. En 2000, il rejoint l'Europe et l'Angleterre où il signe à Middlesbrough où pendant trois ans il ne joue aucune rencontre en équipe première.
En 2003, il rejoint l'Espagne pour signer au Racing Santander mais là aussi il ne joue aucune rencontre à cause d'une blessure. L'année suivante, on le retrouve au Real Sporting de Gijón, où il fait ses premiers matchs en D2 espagnole.
En 2005, le Deportivo Alavés le contacte pour jouer en Liga. Il accepte, et joue son premier match en Liga le 27 août 2005 contre le grand FC Barcelone. En raison de quelques conflits au club, il est prêté la saison suivante à Córdoba en Liga 2. Malgré une bonne saison à Cordoba, le club ne lève pas l'option d'achat et Alavés le vend alors au FC Steaua Bucarest.
À Bucarest, après avoir participé à deux matchs de qualifications, il découvre la Ligue des champions le 17 septembre 2008 contre le Bayern Munich (0-1) en étant titulaire. Lors du troisième match de poule, il marque contre l'Olympique lyonnais pour ouvrir le score mais son équipe s'incline 3-5.